# Décennie 1270 en arts plastiques
Chronologie des arts plastiques
Années 1260 - Années 1270 - Années 1280
Cette page concerne les années 1270 en arts plastiques.

## Réalisations
- Vers 1270-1275 : Maestà du Louvre, de Cimabue (ou plus tard)[1].
- Vers 1275-1280 : Cimabue décore les églises supérieure et inférieure de la Basilique Saint-François d'Assise (Crucifixion, 1277-1280 et Madone avec les anges et saint François)[1].

## Décès
- 1276 : Coppo di Marcovaldo, peintre italien (né en 1225).